# Larentia
Larentia é um género botânico pertencente à família Iridaceae.